# 雷德克勞德 (內布拉斯加州)
雷德克勞德（英語：Red Cloud）是一個位於美國內布拉斯加州韋伯斯特縣的城市。根據2010年美國人口普查，該地共人口1020人，而該地的面積約為2.66平方千米。同時該地也是韋伯斯特縣的縣治。

## 地理
雷德克勞德的座標為40°05′18″N 98°31′22″W / 40.08833°N 98.52278°W，而該地的平均海拔高度為523米（即1716英尺）。